# 756 Lilliana
756 Lilliana eller 1908 DC är en asteroid i huvudbältet, som upptäcktes 26 april 1908 av den amerikanske astronomen Joel Hastings Metcalf i Taunton. Den är uppkallad efter astronomen Harlow Shapleys syster.
Asteroiden har en diameter på ungefär 64 kilometer.